# 高石神
高石神（たかいしがみ）は千葉県市川市の町名。郵便番号は272-0814。

## 地理
市川市北部に位置する。市川市内でも町域の小さい町で、町域に隣接してJR総武線、町域の中部に国道14号（千葉街道）、京成本線が通る。
町域南部は京成電鉄本線京成中山駅、JR総武線下総中山駅に近接している。
東は船橋市本中山、西は鬼越、南は鬼高、北は北方・中山と接している。

## 歴史

### 沿革
- 1869年（明治2年） - 葛飾県葛飾郡高石神村となる。
- 1871年（明治4年） - 廃藩置県、県の統合により印旛県葛飾郡高石神村となる。
- 1873年（明治6年） - 県の統合及び、郡の分割により千葉県東葛飾郡高石神村となる。
- 1889年（明治22年） - 東葛飾郡中山村、鬼越村、若宮村、北方村と合併し、東葛飾郡中山村大字高石神となる。
- 1924年（大正13年）8月10日 - 中山村が町制施行。東葛飾郡中山町大字高石神となる。
- 1934年（昭和9年）11月3日 - 市川町、八幡町、国分村と合併、市制施行。市川市大字高石神となる。
- 1951年（昭和26年）12月1日 - 市内の大字を町に変更。それに伴い、市川市高石神町となる。
- 1969年（昭和44年）9月1日 - 住居表示施行。市川市高石神となる。

### 地名の由来
当地にある高石神社から。

## 世帯数と人口
2017年（平成29年）9月30日現在の世帯数と人口は以下の通りである。
| 町丁   | 世帯数    | 人口    |
| ------ | --------- | ------- |
| 高石神 | 1,019世帯 | 1,893人 |

## 小・中学校の学区
市立小・中学校に通う場合、学区は以下の通りとなる。
| 番地     | 小学校             | 中学校             |
| -------- | ------------------ | ------------------ |
| 1～33番  | 市川市立中山小学校 | 市川市立第四中学校 |
| 34～39番 | 市川市立鬼高小学校 | 市川市立第六中学校 |

## 施設
- 高石神社
- 泰福寺
- 浄然寺